# De poil et de poudre
De poil et de poudre (The Velvet Vixen) est un roman policier de l’écrivain australien Carter Brown publié en 1964 aux États-Unis et, sous le titre The Vixen, en Australie.
Le roman est traduit en français en 1965 dans la Série noire. La traduction, prétendument "de l'américain", est signée Georges Brézol. C'est une des nombreuses aventures du lieutenant Al Wheeler, bras droit du shérif Lavers dans la ville californienne fictive de Pine City ; la dix-neuvième traduite aux Éditions Gallimard. Le héros est aussi le narrateur.

## Résumé
Encore une femme nue poignardée... C'est assez fréquent dans les enquêtes d'Al Wheeler. Mais celle-ci, Virginia Meredith, a été étranglée auparavant. Son beau-père, impotent, la qualifie de traînée, mais voulait la marier avec Ray Walters, un négociant en fourrures, dans l'affaire duquel il possède 51 % des parts. Parmi les amants de Virginia figurait Clyde Radin, créateur de mode.  De plus, Steve Albard, qui contrôle tout le commerce textile à Pine City, avait aussi des vues sur elle. Est-ce un crime de jaloux, ou quelque chose se trame-t-il dans le petit monde de la mode à Pine City ? 

## Personnages
- Al Wheeler, lieutenant enquêteur au bureau du shérif de Pine City.
- Le shérif Lavers.
- Annabelle Jackson, secrétaire du shérif.
- Doc Murphy, médecin légiste.
- Le sergent Polnik.
- Kylie, agent du shérif.
- Robert Irwin Pace, beau-père de la victime.
- Karen Donworth, sa secrétaire.
- Ray Walters, négociant en fourrures.
- Marie Gallant, amie de la victime, employée chez Radin-Modes.
- Clyde Radin, patron de Radin-Modes.
- Steve Albard, roi local du textile.
- Terry, sa maîtresse.
- Jeepers, employé de Steve Albard.

## Édition
- Série noire no 905, 1965,  (ISBN 2070479056). Réédition : Carré noir no 234 (1976),  (ISBN 2070432343).